# Romdil
Romdil este o companie producătoare de dulciuri din România, parte a grupului A.A.& K. din Turcia.
Compania a fost înființată în anul 1995, prin punerea în funcțiune la București, a unei linii de producție a gumei de mestecat. Romdil deține o unitate de producție la Baia-Mare.
În prezent (februarie 2009), vânzările pe segmentul biscuiților asigură aproximativ 90% din cifra de afaceri, compania fiind prezentă, atât pe piața internă, cât și pe cea externă, cu mărci precum Tess, Dejavu, Leone sau Prens.
Compania mai este prezentă pe piață și cu mărcile de napolitane Tess și Joy.